# Conseil d'analyse économique
Pour les articles homonymes, voir CAE.
Créé en 1997, le Conseil d’analyse économique (CAE) est un groupe de réflexion pluraliste qui conseille le Premier ministre français. Il fait partie du réseau France Stratégie qui a pour objectif de concourir à la détermination des grandes orientations pour l’avenir de la nation et des objectifs à moyen et long terme de son développement économique, social, culturel et environnemental.  Il est composé d’économistes reconnus, lesquels, sans qu’il y ait nécessairement consensus, s’attachent à mettre en évidence des éléments d’analyse partagés.

## Description
Le Conseil d’analyse économique (CAE) est une instance composée d'économistes reconnus de sensibilités diverses qui conseille le Premier ministre français. Il a été créé par un décret du Premier ministre Lionel Jospin du 22 juillet 1997 et mis en place par Pierre-Alain Muet et Jean Pisani-Ferry. Sa composition le distinguait du  Commissariat général du Plan (aujourd'hui France Stratégie). Un nouveau décret du 5 novembre 2012 en modifie la composition structurelle et précise ses missions. D'après ses statuts, sa mission est « d'éclairer, par la confrontation des points de vue et des analyses, les choix du gouvernement en matière économique ». 
Il comporte quinze membres, de sensibilités économiques variées, nommés par le Premier ministre, sur proposition du ministre chargé de l'Économie, pour un mandat de deux ans renouvelable. Le directeur général de l'Institut national de la statistique et des études économiques et le directeur général du Trésor sont membres de droit du Conseil d'analyse économique. Les membres ne sont pas rémunérés, et sont nommés à titre personnel pour leurs travaux de recherche en économie, tandis que les correspondants viennent plutôt du secteur économique des entreprises. 
Succédant à Pierre-Alain Muet, Jean Pisani-Ferry, Christian de Boissieu,  Agnès Bénassy-Quéré, Philippe Martin, Camille Landais en est le président depuis le 8 novembre 2022.
Ses travaux s’organisent autour de Notes qui, après présentation au Premier ministre ou au ministre de l’Économie et des Finances, sont rendues publiques. Ils traitent aussi bien de sujets pour lesquels le Premier ministre, ou le ministre chargé de l’Économie, sollicite une expertise que de sujets dont le CAE s’auto-saisit. 
L’organisation et l’animation des travaux relèvent d’une équipe permanente placée sous la responsabilité du président délégué et dirigée par un secrétaire général.

## Composition du Conseil
Le Conseil d’analyse économique comporte, jusqu'en 2012, de nombreux hommes d'affaires et administrateurs de grandes entreprises.
À compter de la mi-novembre 2012, le Conseil subit un renouvellement assez profond. Les nouveaux membres sont beaucoup plus des spécialistes d'un domaine donné que les précédents qui étaient davantage des généralistes. Le Conseil comprend des membres issus du monde de la recherche et des correspondants. L'objectif est  « de faire un CAE plus resserré en nombre, de réaliser un renouvellement des générations en donnant la parole à des gens qui s'expriment moins dans les journaux ». Par ailleurs par mesure de transparence, les membres doivent signer une « déclaration d'intérêt ». Ce sujet avait donné lieu à des polémiques dans le milieu des économistes (voir Indépendance des économistes financiers).
- Membres du Conseil :
  - Yann Algan, professeur à HEC
  - Emmanuelle Auriol, professeur à TSE et à l’université Toulouse I Capitole
  - Anne Epaulard, professeur à l'université de Paris-Dauphine
  - Gabrielle Fack, professeur à l’université Paris-Dauphine
  - François Fontaine, professeur à l’université Panthéon-Sorbonne et à l'École d'économie de Paris
  - Maria Guadalupe, professeure à l’INSEAD
  - Xavier Jaravel, professeur à la London School of Economics
  - Sébastien Jean, directeur du CEPII et directeur de recherche à l'INRA
  - Camille Landais, professeur à la London School of Economics, président délégué du CAE
  - Isabelle Méjean professeur à l’École polytechnique
  - Thomas Philippon, professeur à l’université de New York
  - Xavier Ragot, président de l’Observatoire français des conjonctures économiques
  - Katheline Schubert, professeur à l’université Panthéon-Sorbonne
  - Claudia Senik, professeur à École d'économie de Paris et à l’université Panthéon-Sorbonne
  - David Sraer, professeur à l’Université de Californie à Berkeley
  - Stefanie Stantcheva, professeur à l'université Harvard
  - Jean Tirole, président de TSE, prix de la Banque de Suède en sciences économiques (2014)
  - Antoine Bozio, Directeur de l'Institut des politiques publiques, maître de conférences à l'EHESS et chercheur associé à PSE
  - Fanny Henriet, Professeur associée à PSE et chargée de recherche au CNRS

- Membres de droit :
  - Bertrand Dumont, directeur général du Trésor
  - Fabrice Lenglart, directeur général de l’INSEE.